# Гамма (канонерская лодка)
Канонерская лодка γ (греч. Ναυπακτία; бывшая Навпактиа) — принадлежит серии 4 канонерских лодок «типа α», принявших участие в греко — турецкой войне 1897 года и Балканских войнах. Несмотря на их малые размеры, деятельность этих канонерок оказало существенную поддержку в победе греческой армии в Эпире в 1912 году и отмечена греческими историографами.
Серия построена на верфи SEYNE Франция в период с 1880 по 1881 год. У этих маленьких канонерок, с осадкой в 1,5 м, было одно единственное предназначение: операции в мелководном и пограничном тогда Амбракийском заливе в вынашивающихся Греческим королевством планах по освобождению Эпира от турок.
Первоначально корабль получил имя «Навпактиа», переименован в канонерку «γ» в 1881 году, когда заказаны канонерки Актион и Амвракиа.
Канонерка приняла участие в непродолжительной греко — турецкой войне 1897 года и в Балканских войнах 1912—1913 годов.
Отслужив 37 лет, канонерка утонула у острова Пситталея в Сароническом заливе недалеко от Пирея в 1918 году.